# Stilul Henric al II-lea

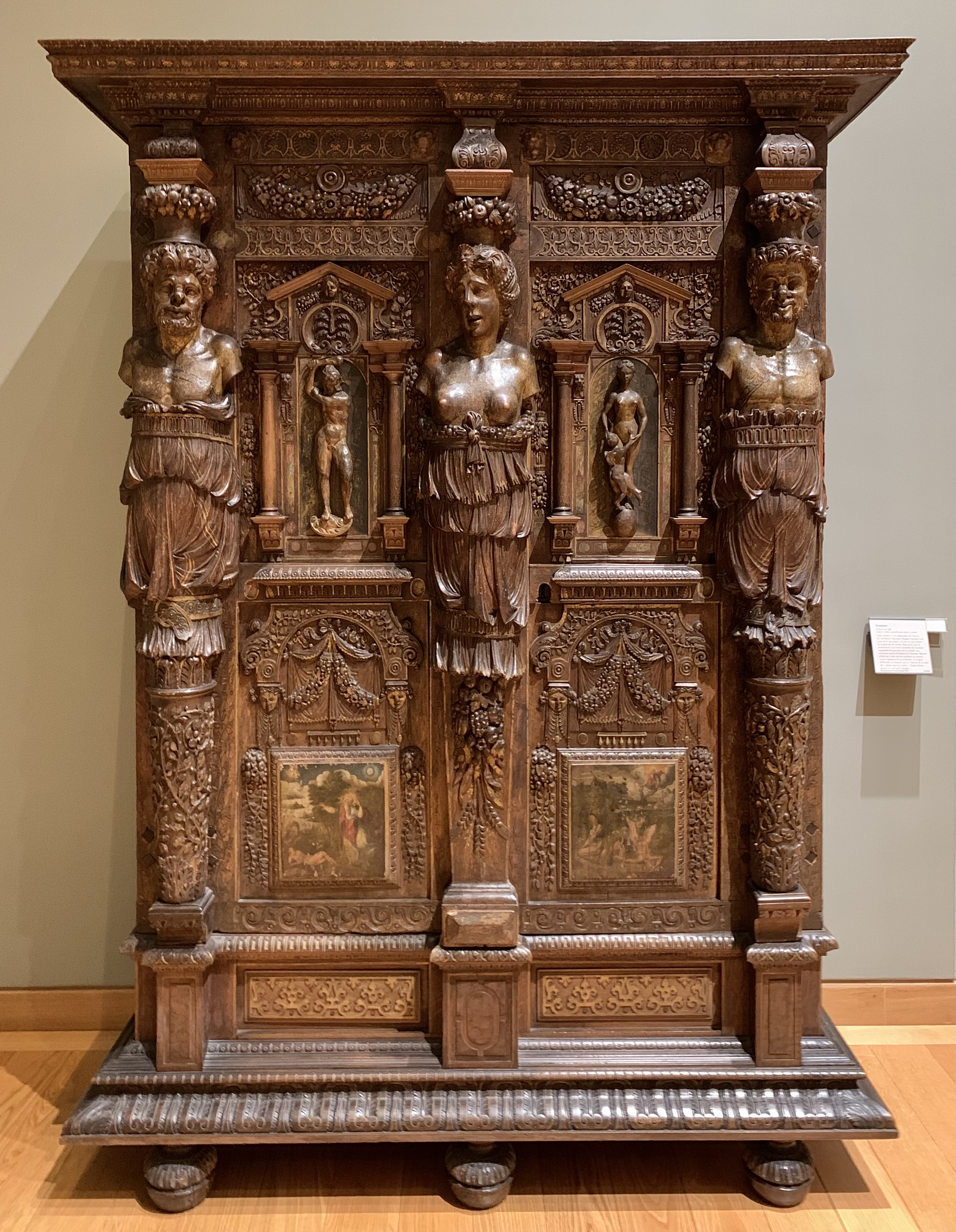
Bufet în stilul Henric al II-lea, circa 1580, lemn de nuc și stejar, în Luvru. La fel ca bufetele Henric al II-lea, dulapurile renascentiste franceze prezintă o bogată ornamentare sculpturală (nișe, frontoane, pilaștri, cariatide, festoane), caracteristică mobilei renascentiste

Stilul Henric al II-lea a fost principala mișcare artistică a secolului al XVI-lea în Franța, parte a manierismului nordic. A venit imediat după Înalta Renaștere și a fost în mare parte produsul influențelor italiene. Francisc I și nora sa, Caterina de' Medici, importaseră în Franța un număr de artiști italieni ai școlilor lui Rafael sau Michelangelo; francezii care i-au urmat lucrând în idiomul manierist. Pe lângă munca italienilor din Franța, mulți francezi au preluat italianismele în timp ce studiau arta în Italia la mijlocul secolului. Stilul Henric al II-lea, deși numit după Henric al II-lea al Franței, a durat de fapt între 1530 și 1590 sub cinci monarhi francezi, regine, și amantele lor.
Cele mai durabile creații ale stilului Henric al II-lea au fost cele arhitecturale. Mai întâi Rosso Fiorentino, și apoi Francesco Primaticcio și Sebastiano Serlio l-au servit pe Henric al II-lea ca artizani ai curții, construindu-i galeria și Aile de la Belle Cheminée (1568) la Palatul Fontainebleau. Arhitectul francez Pierre Lescot și sculptorul Jean Goujon au reconstruit Palatul Luvru în jurul celebrei Cour Carrée. Château d'Anet, comandat de Diane de Poitiers, amanta lui Henric al II-lea, a fost proiectat de Philibert Delorme, care a studiat la Roma. Castelul manierist adăpostea o statuie a Dianei, făcută de Benvenuto Cellini, care lucra în Franța. În 1564 Delorme a început să lucreze la Palatul Tuileries, cel mai remarcabil palat parizian în stilul Henric al II-lea. De asemenea, a prezentat un tratament manierist al temelor clasice, pentru care Delorme își dezvoltase propriul „ordin francez” al coloanelor.

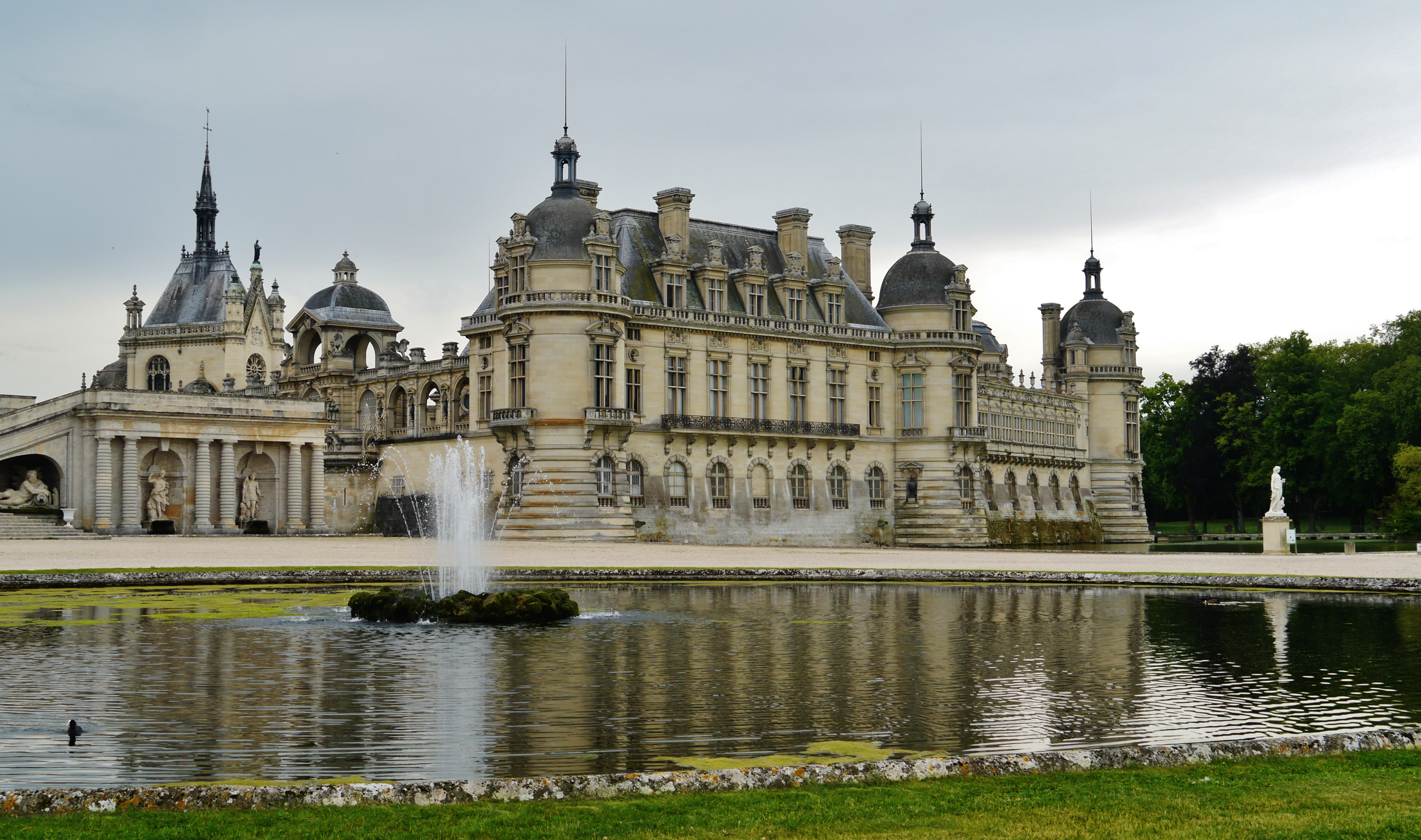
Castelul Chantilly

Jean Bullant, un alt arhitect care a studiat la Roma, a produs, de asemenea, modele care combinau „temele” clasice într-o structură manieristă. Castelul d'Écouen și Castelul Chantilly, ambele pentru Anne de Montmorency, exemplifică castelul în stil Henric al II-lea, care prolifera în rândul nobilimii. Un catalog foarte amănunțit de gravuri ale arhitecturii franceze din secolul al XVI-lea a fost produs de Jacques Androuet du Cerceau cel Bătrân cu titlul Les plus excellents bâtiments de France (între 1576 și 1579, în două volume). Multe dintre clădirile atât de gravate au fost distruse (cum ar fi Palatul Tuileries) sau modificate semnificativ (cum ar fi Castelul Écouen), astfel încât reproducerile lui Cerceau sunt cel mai bun ghid al stilului Henric al II-lea.

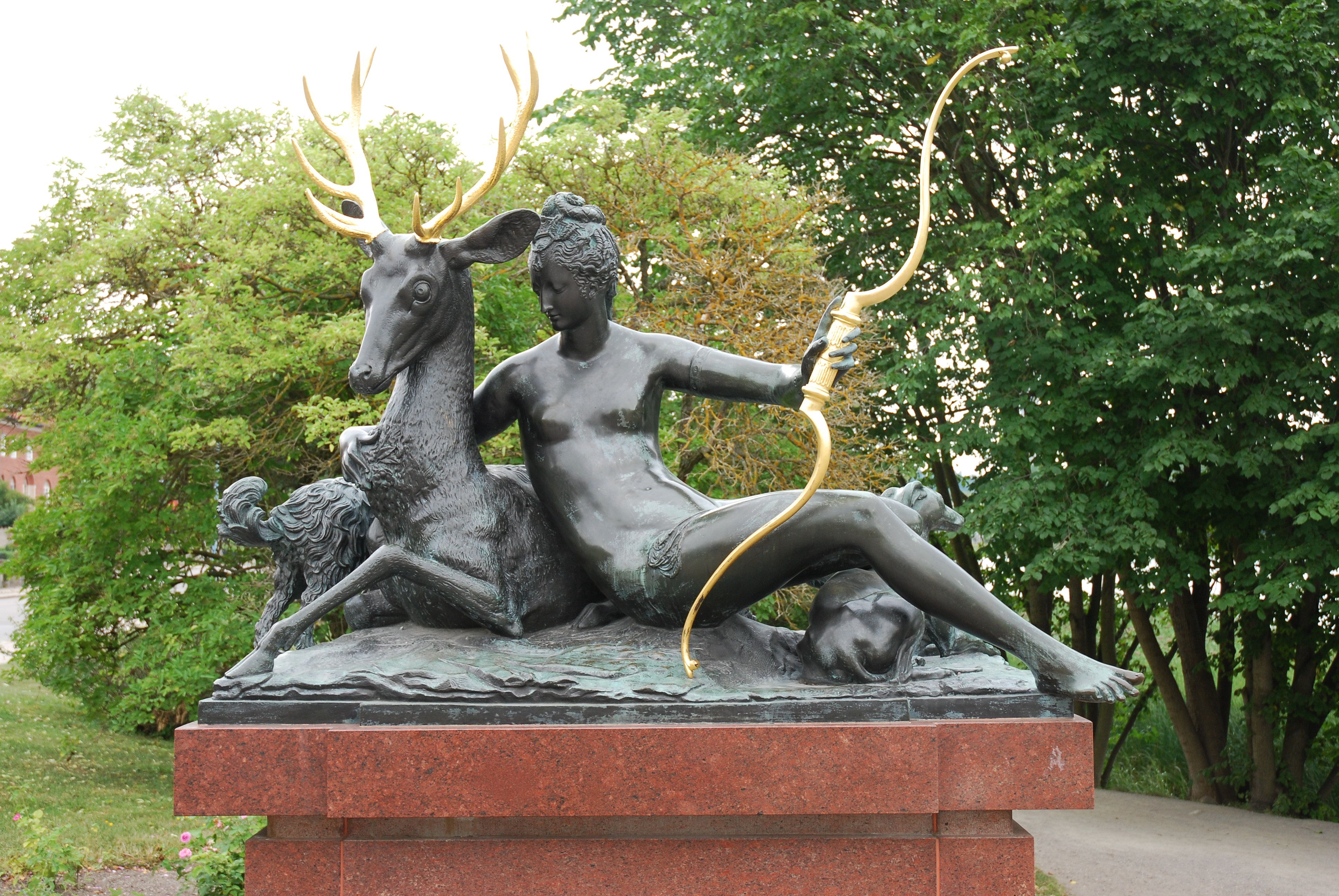
Diane appuyée sur un cerf, de Goujon

În pictură, la fel ca în arhitectură, francezii au fost influențați de manierismul italian, mulți pictori și sculptori italieni fiind membri activi ai primei școli de la Fontainebleau, care, la rândul său, a produs o cultură activă și talentată de pictori și sculptori nativi, ca Germain Pilon și Juste de Juste. Până la sfârșitul secolului, stilul Henric al II-lea, o formă galicizată a manierismului italian, a fost înlocuit cu un clasicism mai consistent, cu indicii ale barocului care urma.
Succesorul său imediat în istoriografia artei franceze e stilul Henric al IV-lea.